# Liste der Monuments historiques in Presles-en-Brie
Die Liste der Monuments historiques in Presles-en-Brie führt die Monuments historiques in der französischen Gemeinde Presles-en-Brie auf.

## Liste der Objekte
| Bezeichnung                                                     | Beschreibung                                       | Standort                                        | Kennzeichnung | Schutzstatus | Datum | Bild |
| --------------------------------------------------------------- | -------------------------------------------------- | ----------------------------------------------- | ------------- | ------------ | ----- | ---- |
| Hauptaltar mit Retabel und Wandvertäfelung                      | Holz und Marmor, 18./19. Jahrhundert               | in der Kirche Notre-Dame de l’Assomption (Lage) | PM77003042    | Inscrit      | 1978  |      |
| Zwei Kredenzen                                                  | Holz und Marmor, erste Hälfte des 18. Jahrhunderts | in der Kirche Notre-Dame de l’Assomption (Lage) | PM77001373    | Classé       | 1939  |      |
| Zwei Kleiderständer für liturgische Gewänder                    | Schmiedeeisen, um 1800                             | in der Kirche Notre-Dame de l’Assomption (Lage) | PM77003043    | Inscrit      | 1978  |      |
| Glocke                                                          | Bronze, 1776 gegossen                              | in der Kirche Notre-Dame de l’Assomption (Lage) | PM77001374    | Classé       | 1942  |      |
| Taufbecken                                                      | Stein, 18./19. Jahrhundert                         | in der Kirche Notre-Dame de l’Assomption (Lage) | PM77003041    | Inscrit      | 1978  |      |
| Ölgemälde Anbetung der Hirten                                   | 19. Jahrhundert                                    | in der Kirche Notre-Dame de l’Assomption (Lage) | PM77004369    | Inscrit      | 1984  |      |
| Grabplatte für Quentin Le Charpentier, Pfarrer Presles († 1518) | Stein, 16. Jahrhundert                             | in der Kirche Notre-Dame de l’Assomption (Lage) | PM77001375    | Classé       | 1954  |      |
| Ölgemälde Enthauptung Johannes des Täufers                      | 17. Jahrhundert                                    | in der Kirche Notre-Dame de l’Assomption (Lage) | PM77004368    | Inscrit      | 1984  |      |
| Ölgemälde Heiliger Joseph (?) mit Kind                          | 19. Jahrhundert                                    | in der Kirche Notre-Dame de l’Assomption (Lage) | PM77004371    | Inscrit      | 1984  |      |
| Ölgemälde Geburt Christi                                        | 19. Jahrhundert                                    | in der Kirche Notre-Dame de l’Assomption (Lage) | PM77004370    | Inscrit      | 1984  |      |